# Эфруси, Борис Осипович
Борис Осипович Эфруси (при рождении Бенцион Иоселевич Ефруси; 1865, Кишинёв, Бессарабская губерния, Российская империя — 1897, Сан-Ремо, Италия) — русский экономист и журналист.

## Биография
Родился 13 января 1865 года в Кишинёве в семье крупного банкира и зерноторговца Иосифа Исааковича Эфруси (в других документах Арн-Йосеф Ицикович Ефруси) и его жены Ривки (Ревекки) Абрамовны Бланк. Выпускник юридического факультета Московского университета (1889). В 1891 году женился на своей кузине (и дочери компаньона отца) Хове Мордховне (Еве Мордковне) Бланк (историке, сестре химика Р. М. Бланка) и уехал за границу, где на протяжении трёх лет стажировался в области политической экономии в семинарии А. Вагнера в Берлине, затем в Париже. В 1895 году выдержал магистерский экзамен в Москве и посвятил себя литературной деятельности. С 1896 года жил в Санкт-Петербурге. Последние месяцы жизни страдал скоротечной горловой чахоткой.
Был постоянным сотрудником журнала «Русское богатство». Вёл раздел «Из мира наук» в журнале «Мир Божий». Публиковал статьи и рецензии на экономические и философские темы.
Автор посмертно изданной книги «Очерки по политической экономии» (Издание редакции «Русское богатство», СПб: Типография Н. Н. Клобукова, 1906), переводчик труда Ж. С. де Сисмонди «Новые начала политической экономии» (Библиотека экономистов, выпуск 8, Издание К. Т. Солдатенкова, Москва: Типография А. И. Мамонтова, 1897).
Подвергся критике В. И. Лениным в работах «Сисмонди и наши отечественные сисмондисты» и «К характеристике экономического романтизма» (1897).
Умер 30 января 1897 года. Похоронен в Сан-Ремо на кладбище Фоче.

## Публикации
- Очерки по политической экономии. — СПб.: Редакция журнала «Русское богатство», 1905. — 275 с.; 2-е издание — там же, 1906. — 275 с.

## Семья
- Сёстры — психолог Полина Осиповна Эфрусси, педиатр Зинаида Осиповна Мичник и Софья Осиповна Лазаркевич (1874—1957).
- Племянник (сын брата, врача-физиотерапевта, заведующего Цандеровского механолечебного института в Одессе Исаака Иосифовича Эфруси, 1859—?) — Яков Исаакович Эфрусси (Эфруси; 1900—1996), инженер-изобретатель в области радиотехники и телевидения, автор воспоминаний о годах, проведённых в ГУЛАГе «Кто на „Э“?» (М., 1996)[7]. Племянник (сын брата, московского химика и индустриалиста Самуила Осиповича Эфрусси) — французский генетик и молекулярный биолог Борис Самойлович Эфрусси[8]; племянница — музыкальный педагог Елена Самойловна Эфрусси.
- Двоюродный брат (со стороны матери) — писатель и журналист Юлий (Йоел) Аронович Клигман, в советское время публиковавшийся под псевдонимом «Юрий Калугин».
- Племянницы (дочери сестры Бейлы (Бетти) Иосифовны Закс, 1867—1931) — Анна Борисовна Закс, историк-музеевед, и Сарра Борисовна Закс (1898—1981), филолог и педагог-методист.